# Клина (община)
Клина (серб. Клина) — община в Косове со спорной административной принадлежностью.
Точных данных о населении общины нет. Занимаемая площадь — 403 км².
Административный центр общины — город Клина. Община Клина состоит из 64 населённых пунктов, средняя площадь населённого пункта — 6,3 км².